# Netherlands Tri-Nation Series 2024
Die Netherlands Tri-Nation Series 2024 waren drei Cricket-Turniere, die in den Niederlanden im Twenty20- und ODI-Cricket ausgetragen wurden. Die ODI-Serie war Bestandteil der ICC Cricket World Cup League 2 2024–2026. Am Drei-Nationen-Turnier, das vom 18. bis zum 24. Mai 2024 stattfand, traten neben dem Gastgeber den Niederlanden die Nationalmannschaft aus Irland und Schottland gegeneinander an. Dabei konnte sich Irland durchsetzen. Beim Drei-Nationen-Turniere, das zwischen dem 11. und 21. August 2024 und gleich danach vom 23. bis zum 28. August ausgetragen wurde, spielten die Niederlande gegen Kanada und die Vereinigten Staaten. Beide Turniere wurden von den Gastgebern aus den Niederlanden gewonnen.

## Netherlands Tri-Nation Series 2024 (Twenty20, Mai)

### Format
In einer Gruppe spielte jede Mannschaft gegen jede andere zwei Mal. Für einen Sieg gab es zwei, für ein Unentschieden oder No Result einen Punkt.

### Stadion
Das folgende Stadion wurde für das Turnier ausgewählt.
| Stadion            | Stadt      | Kapazität | Spiele        |
| ------------------ | ---------- | --------- | ------------- |
| VRA Cricket Ground | Amstelveen | 04.500    | 1. – 6. Spiel |

### Kaderlisten
Die Mannschaften gaben vor der Tri-Series folgende Kader bekannt.
| ODI | ODI | ODI |
| Niederlande | Irland | Schottland |
| --- | --- | --- |
| - Scott Edwards (K, wk) - Wesley Barresi (wk) - Bas de Leede - Daniel Doram - Aryan Dutt - Sybrand Engelbrecht - Vivian Kingma - Fred Klaassen - Michael Levitt - Teja Nidamanuru - Max O’Dowd - Tim Pringle - Vikramjit Singh - Logan van Beek - Paul van Meekeren | - Paul Stirling (K) - Mark Adair - Ross Adair - Andrew Balbirnie - Curtis Campher - Gareth Delany - George Dockrell - Fionn Hand - Graham Hume - Barry McCarthy - Neil Rock (wk) - Harry Tector - Lorcan Tucker (wk) - Ben White - Craig Young | - Richie Berrington (K) - Matthew Cross (wk) - Bradley Currie - Chris Greaves - Ollie Hairs - Jack Jarvis - Michael Leask - Gavin Main - Brandon McMullen - George Munsey - Safyaan Sharif - Chris Sole - Charlie Tear (wk) - Mark Watt |

### Spiele
Tabelle
| Teams       | Sp. | S | N | NR | P | NRR    |
| ----------- | --- | - | - | -- | - | ------ |
| Irland      | 4   | 3 | 0 | 1  | 7 | +0.149 |
| Schottland  | 4   | 1 | 2 | 1  | 3 | +0.426 |
| Niederlande | 4   | 1 | 3 | 0  | 2 | −0.425 |

Spiele
| 18. Mai Scorecard | Amstelveen | Niederlande 167-8 (20)          | – | Schottland 126 (18.1) |
|                   |            | Niederlande gewinnt mit 41 Runs |   |                       |

Schottland gewann den Münzwurf und entschied sich als Feldmannschaft zu beginnen. Als Spieler des Spiels wurde Vivian Kingma ausgezeichnet.
| 19. Mai Scorecard | Amstelveen | Irland 150-8 (20)        | – | Niederlande 149-8 (20) |
|                   |            | Irland gewinnt mit 1 Run |   |                        |

Die Niederlande gewannen den Münzwurf und entschieden sich als Feldmannschaft zu beginnen. Als Spieler des Spiels wurde Fionn Hand ausgezeichnet.
| 20. Mai Scorecard | Amstelveen | Irland         | – | Schottland |
|                   |            | Spiel abgesagt |   |            |

Spiel wurde auf Grund von Regenfällen abgesagt.
| 22. Mai Scorecard | Amstelveen | Schottland 158-7 (20)          | – | Niederlande 87 (14.5) |
|                   |            | Schottland gewinnt mit 71 Runs |   |                       |

Die Niederlande gewannen den Münzwurf und entschied sich als Feldmannschaft zu beginnen. Als Spieler des Spiels wurde George Munsey ausgezeichnet.
| 23. Mai Scorecard | Amstelveen | Schottland 157-8 (20)        | – | Irland 158-5 (19.3) |
|                   |            | Irland gewinnt mit 5 Wickets |   |                     |

Schottland gewann den Münzwurf und entschied sich als Schlagmannschaft zu beginnen. Als Spieler des Spiels wurde Andy Balbirnie ausgezeichnet.
| 24. Mai Scorecard | Amstelveen | Irland 161-6 (20)         | – | Niederlande 158-5 (20) |
|                   |            | Irland gewinnt mit 3 Runs |   |                        |

Die Niederlande gewannen den Münzwurf und entschieden sich als Feldmannschaft zu beginnen. Als Spieler des Spiels wurde George Dockrell ausgezeichnet.

## Netherlands Tri-Nation Series 2024 (ODI)

### Format
In einer Gruppe spielte jede Mannschaft gegen jede andere zwei Mal. Für einen Sieg gab es zwei, für ein Unentschieden oder No Result einen Punkt.

### Stadion
Das folgende Stadion wurde für das Turnier ausgewählt.
| Stadion             | Stadt     | Kapazität | Spiele        |
| ------------------- | --------- | --------- | ------------- |
| Sportpark Westvliet | Den Haag  |           | 1. – 3. Spiel |
| Hazelaarweg Stadion | Rotterdam | 3.500     | 4. – 6. Spiel |

### Kaderlisten
Die Mannschaften gaben vor der Tri-Series folgende Kader bekannt.
| ODI | ODI | ODI |
| Niederlande | Kanada | Vereinigte Staaten |
| --- | --- | --- |
| - Scott Edwards (K, wk) - Musa Ahmed - Shariz Ahmed - Wesley Barresi - Noah Croes - Daniel Doram - Aryan Dutt - Olivier Elenbaas - Clayton Floyd - Vivian Kingma - Kyle Klein - Ryan Klein - Michael Levitt - Max O’Dowd - Vikramjit Singh - Paul van Meekeren | - Nicholas Kirton (K) - Dilpreet Bajwa - Saad Bin Zafar - Navneet Dhaliwal - Jeremy Gordon - Dillon Heyliger - Aaron Johnson - Rishiv Joshi - Shreyas Movva (wk) - Kaleem Sana - Junaid Siddiqui - Pragat Singh - Ravinderpal Singh - Kanwarpal Tathgur - Harsh Thaker | - Monank Patel (K, wk) - Aaron Jones (VK) - Juanoy Drysdale - Shayan Jahangir - Nosthush Kenjige - Milind Kumar - Yasir Mohammad - Saiteja Mukkamalla - Abhishek Paradkar - Smit Patel (wk) - Harmeet Singh - Jessy Singh - Utkarsh Srivastava - Steven Taylor - Shadley van Schalkwyk |

### Spiele
Tabelle
| Teams              | Sp. | S | N | NR | P | NRR    |
| ------------------ | --- | - | - | -- | - | ------ |
| Niederlande        | 4   | 4 | 0 | 0  | 8 | +0.686 |
| Vereinigte Staaten | 4   | 2 | 2 | 0  | 4 | +0.090 |
| Kanada             | 4   | 0 | 4 | 0  | 0 | −0.739 |

Spiele
| 11. August Scorecard | Den Haag | Kanada 194 (48.4)                 | – | Niederlande 195-5 (43.5) |
|                      |          | Niederlande gewinnt mit 5 Wickets |   |                          |

Kanada gewann den Münzwurf und entschied sich als Schlagmannschaft zu beginnen. Als Spieler des Spiels wurde Max O’Dowd ausgezeichnet.
| 13. August Scorecard | Den Haag | Vereinigte Staaten 304-4 (50)          | – | Kanada 290-9 (50) |
|                      |          | Vereinigte Staaten gewinnt mit 14 Runs |   |                   |

Kanada gewann den Münzwurf und entschied sich als Feldmannschaft zu beginnen. Als Spieler des Spiels wurde Monank Patel ausgezeichnet.
| 15. August Scorecard | Den Haag | Niederlande 237-7 (50)          | – | Vereinigte Staaten 218 (49.5) |
|                      |          | Niederlande gewinnt mit 19 Runs |   |                               |

Die Vereinigten Staaten gewannen den Münzwurf und entschieden sich als Feldmannschaft zu beginnen. Als Spieler des Spiels wurde Scott Edwards ausgezeichnet.
| 17. August Scorecard | Rotterdam | Niederlande 220 (47.2)          | – | Kanada 157 (35.4) |
|                      |           | Niederlande gewinnt mit 63 Runs |   |                   |

Kanada gewann den Münzwurf und entschied sich als Feldmannschaft zu beginnen. Als Spieler des Spiels wurde Paul van Meekeren ausgezeichnet.
| 19. August Scorecard | Rotterdam | Vereinigte Staaten 275-8 (50)          | – | Kanada 225 (47) |
|                      |           | Vereinigte Staaten gewinnt mit 50 Runs |   |                 |

Kanada gewann den Münzwurf und entschied sich als Feldmannschaft zu beginnen. Als Spieler des Spiels wurde Smit Patel ausgezeichnet.
| 21. August Scorecard | Rotterdam | Niederlande 206 (49.1)          | – | Vereinigte Staaten 179 (45.5) |
|                      |           | Niederlande gewinnt mit 27 Runs |   |                               |

Die Vereinigten Staaten gewannen den Münzwurf und entschieden sich als Feldmannschaft zu beginnen. Als Spieler des Spiels wurde Max O’Dowd ausgezeichnet.

## Netherlands Tri-Nation Series 2024 (Twenty20, August)

### Format
In einer Gruppe spielte jede Mannschaft gegen jede andere zwei Mal. Für einen Sieg gab es zwei, für ein Unentschieden oder No Result einen Punkt.

### Stadion
Die folgende Stadien wurden für das Turnier ausgewählt.
| Stadion                     | Stadt    | Kapazität | Spiele        |
| --------------------------- | -------- | --------- | ------------- |
| Sportpark Westvliet         | Den Haag |           | 5. & 6. Spiel |
| Sportpark Maarschalkerweerd | Utrecht  |           | 1. – 4. Spiel |

### Kaderlisten
Die Mannschaften gaben vor der Tri-Series folgende Kader bekannt.
| Twenty20 | Twenty20 | Twenty20 |
| Niederlande | Kanada | Vereinigte Staaten |
| --- | --- | --- |
| - Scott Edwards (K, wk) - Shariz Ahmad - Noah Croes - Daniel Doram - Aryan Dutt - Brandon Glover - Vivian Kingma - Kyle Klein - Ryan Klein - Michael Levitt - Zach Lion-Cachet - Max O’Dowd - Vikramjit Singh - Paul van Meekeren - Saqib Zulfiqar | - Nicholas Kirton (K) - Dilpreet Bajwa - Saad Bin Zafar - Jeremy Gordon - Dillon Heyliger - Aaron Johnson - Rishiv Joshi - Akhil Kumar - Parveen Kumar - Shreyas Movva (wk) - Rayyan Pathan - Kaleem Sana - Ravinderpal Singh - Kanwarpal Tathgur - Harsh Thaker | - Monank Patel (K, wk) - Aaron Jones (VK) - Juanoy Drysdale - Andries Gous (wk) - Shayan Jahangir - Nosthush Kenjige - Ali Kahn - Nitish Kumar - Yasir Mohammad - Saiteja Mukkamalla - Abhishek Paradkar - Harmeet Singh - Jessy Singh - Utkarsh Srivastava - Steven Taylor |

### Spiele
Tabelle
| Teams              | Sp. | S | N | NR | P | NRR    |
| ------------------ | --- | - | - | -- | - | ------ |
| Niederlande        | 4   | 3 | 1 | 0  | 6 | +1.631 |
| Kanada             | 4   | 1 | 2 | 1  | 3 | −0.723 |
| Vereinigte Staaten | 4   | 1 | 2 | 1  | 3 | −1.433 |

Spiele
| 23. August Scorecard | Utrecht | Kanada 152-5 (20)                 | – | Niederlande 153-5 (16.1) |
|                      |         | Niederlande gewinnt mit 5 Wickets |   |                          |

Kanada gewann den Münzwurf und entschied sich als Schlagmannschaft zu beginnen. Als Spieler des Spiels wurde Michael Levitt ausgezeichnet.
| 24. August Scorecard | Utrecht | Kanada 169-5 (20) | – | Vereinigte Staaten |
|                      |         | No Result         |   |                    |

Kanada gewann den Münzwurf und entschied sich als Schlagmannschaft zu beginnen. Spiel wurde auf Grund von Regenfällen abgesagt.
| 25. August Scorecard | Utrecht | Niederlande 217-5 (20)           | – | Vereinigte Staaten 115 (15.4) |
|                      |         | Niederlande gewinnt mit 102 Runs |   |                               |

Die Vereinigte Staaten gewannen den Münzwurf und entschieden sich als Feldmannschaft zu beginnen. Als Spieler des Spiels wurde Scott Edwards ausgezeichnet.
| 26. August Scorecard | Utrecht | Kanada 132-9 (20)         | – | Niederlande 124-8 (20) |
|                      |         | Kanada gewinnt mit 8 Runs |   |                        |

Kanada gewann den Münzwurf und entschied sich als Schlagmannschaft zu beginnen. Als Spieler des Spiels wurde Saad Bin Zafar ausgezeichnet.
| 27. August Scorecard | Den Haag | Vereinigte Staaten 168-6 (20)          | – | Kanada 148-7 (20) |
|                      |          | Vereinigte Staaten gewinnt mit 20 Runs |   |                   |

Die Vereinigte Staaten gewannen den Münzwurf und entschieden sich als Schlagmannschaft zu beginnen. Als Spieler des Spiels wurde Saiteja Mukkamalla ausgezeichnet.
| 28. August Scorecard | Den Haag | Niederlande 132-8 (20)         | – | Vereinigte Staaten 128 (19.1) |
|                      |          | Niederlande gewinnt mit 4 Runs |   |                               |

Die Niederlande gewannen den Münzwurf und entschieden sich als Schlagmannschaft zu beginnen. Als Spieler des Spiels wurde Aryan Dutt ausgezeichnet.